# 세계 주니어 체스 선수권 대회
세계 주니어 체스 선수권 대회(영어: World Junior Chess Championship)는 국제 체스 연맹이 주최하는 20세 미만의 체스 선수가 참여하는 체스 대회이다. 이 대회의 참가자는 대회가 개최되는 해 1월 1일에 20세 미만이어야한다.
윌리엄 릿슨모리(William Ritson-Morry)의 제안에 따라 1951년에 영국의 버밍엄에서 처음으로 개최되었다. 이어 1973년까지 2년에 1번 개최 이후 매년 개최하게 되었다.
역대 세계 주니어 챔피언 중 보리스 스파스키, 아나톨리 카르포프, 게리 카스파로프, 비스와나탄 아난드는 나중에 세계 체스 선수권 대회에서도 우승하여 세계 챔피언이 되었다.